# Виселки (Калінінградська область)
Виселки (рос. Выселки,  нім. Klein Degesen, 1938–1946 Kleinlucken, лит. Mažieji Degėsiai) — селище Нестеровського району, Калінінградської області Росії. Входить до складу Пригороднього сільського поселення.
Населення —  50 осіб (2015 рік). 

## Населення
| 2002 | 2010 |
| ---- | ---- |
| 45   | ↗50  |